# 斯托克波特 (艾奥瓦州)
斯托克波特（英語：Stockport）是一個位於美國愛荷華州范布倫縣的城市。

## 地理
斯托克波特的座標為40°51′25″N 91°50′00″W / 40.85694°N 91.83333°W，而該地的平均海拔高度為229米（即751英尺）。

## 人口
根據2010年美國人口普查的數據，斯托克波特的面積為2.67平方千米，當中陸地面積為2.67平方千米，而水域面積為0.00平方千米。當地共有人口296人，而人口密度為每平方千米110人。